# CHOP
CHOP هو لفظة أوائلية (مشتقة من أوائل حروف عبارة ما) لتدبير علاجي كيميائي مستخدم في علاج اللمفوما اللاهودجكينية. CHOP يتكون من:
- السايكلوفوسفاميد ومنه أخذ الحرف C.
- الهيدروكسيدوكسوروبيسين (يسمى أيضا دوكسوروبيسين) ومنه أخذ الحرف H.
- أونكوفير (يسمى أيضا فينكريستين) ومنه أخذ الحرف O.
- بريدنيزون أو بريدنيزولون ومنه أخذ الحرف P وهو يعد ستيرويد قشري.